# Малые Крагли (Дятловский район)
Ма́лые Крагли́ (бел. Малыя Краглі) — деревня в Жуковщинском сельсовете Дятловского района Гродненской области Белоруссии. По переписи населения 2009 года в Малых Краглях проживало 53 человека.

## Этимология
Название деревни имеет балтийское происхождение.

## География
Малые Крагли расположены в 7 км к северо-западу от Дятлово, 128 км от Гродно, 20 км от железнодорожной станции Новоельня.

## История
В 1887 году Малые Крагли (Крагли) — деревня в Пацевской волости Слонимского уезда Гродненской губернии (28 домов, 131 житель).
В 1921—1939 годах Малые Крагли находились в составе межвоенной Польской Республики. В 1923 году в Малых Краглях имелось 36 хозяйств, проживало 177 человек. В сентябре 1939 года Малые Крагли вошли в состав БССР.
В 1996 году Малые Крагли входили в состав колхоза «1-е Мая». В деревне насчитывалось 48 хозяйств, проживало 94 человека.